# Santa Cecília de Boadella
Santa Cecília de Boadella és una església del municipi de Boadella i les Escaules (Alt Empordà) inclosa en l'Inventari del Patrimoni Arquitectònic de Catalunya.

## Descripció
Situada a l'extrem sud-oest del nucli antic de la població de Boadella, al costat del castell - palau de Boadella.
Església d'una sola nau amb capelles laterals i absis semicircular capçat a llevant, tot i que no es marca en planta. Tant la volta de la nau com la de l'absis són apuntades i es troben separades mitjançant un arc triomfal, arrebossat i pintat com la resta del temple. La coberta se sosté damunt d'una cornisa motllurada que recorre els murs laterals i la zona absidal. Les capelles laterals estan cobertes amb voltes d'arestes. Als peus de la nau hi ha el cor, sostingut amb una volta rebaixada amb llunetes. La façana principal, orientada a ponent, presenta un portal d'arc de mig punt adovellat i, damunt seu, un rosetó bastit en pedra. La façana està rematada per un campanar disposat a manera de torre, amb la coberta de dues vessants i quatre obertures allargades de mig punt, bastides amb maons, per a les campanes. L'interior del temple, com ja s'ha comentat, està completament arrebossat i pintat. Destaca el cicle de pintura mural de l'absis.
Exteriorment, les façanes es troben arrebossades i pintades, exceptuant el parament de migdia que manté l'obra vista. Es tracta d'un parament de pedra de diverses mides i còdols, disposat irregularment i lligat amb abundant morter de calç.

## Història
Es té coneixement de la fundació de la parròquia de Boadella l'any 1343, ja que apareix mencionada amb relació a la fundació de la capella de Sant Llorenç del castell de Palau-Surroca. Atesa la seva proximitat amb el castell, és possible que estigui situada en el mateix emplaçament que ocupava la capella privada del castell dedicada a Santa Maria. L'any 1305, aquesta capella era servida pel domer Joan Vidal. Es té constància que, un cop transformada la capella en una església parroquial, es va celebrar la primera missa el 15 de maig de 1343, oficiada pel primer rector del poble, Berenguer de Coromines, procedent de Terrades. Cal tenir en compte que l'any 1362 el lloc de Boadella consta que com a sufragània de la parròquia de Santa Cecília de Terrades, d'aquí l'advocació a la mateixa santa, la qual cosa es va estendre durant tota l'edat mitjana.
Es té constància que l'any 1490, el Bisbe de Girona va unir la parròquia de Boadella a la de Terrades a conseqüència de la important disminució de la població, situació que va perdurar fins a l'any 1610. A finals del segle xvii l'església de Boadella figura unida a la parròquia de Sant Martí de les Escaules. A mitjans del segle següent, l'església va ser engrandida i reformada, mostra que el poble va protagonitzar una etapa de gran prosperitat.
Va ser novament restaurada després de les guerres del Francès al segle xix.